# José Santés
José Santés y Murgui (Liria, 1817-Francia, ?) fue un militar carlista español.

## Biografía
Según unos apuntes biográficos publicados en El Pensamiento Español, José Santés pertenecía a una familia cuyos abuelos o antepasados habían habían sido alcaldes de Liria, aunque, de acuerdo con la Enciclopedia Espasa, era de una familia de pobres labradores, que le dedicaron a la misma profesión.

### Primera guerra carlista
Siendo su padre y un tío oficiales del batallón de voluntarios carlistas de Liria, a la edad de diez años fue admitido en dicho cuerpo con dispensa del tiempo, por Caravajal, inspector del arma; y a principios del 1833, a pesar de ser aun muy niño, se le hizo sufrir tres meses de calabozo en las torres de Cuarte por habérsele complicado en la causa de conspiración que se intentó contra José Armengol.
Al estallar la primera guerra carlista en octubre del mismo año, fue a Morella a incorporarse a las fuerzas carlistas con el barón de Herbés. El 4 de abril de 1837 era ya, aunque muy joven, capitán, con real despacho, de la compañía de tiradores del segundo batallón cazadores del Cid.
Hecho prisionero en la expedición de Tallada en 1838 en Andalucía, estuvo 18 meses prisionero junto con su padre en el castillo de San Sebastián de Cádiz, volviendo a caer prisionero en 1840, en su retirada a Francia, en las inmediaciones de Almandoz, valle del Baztán. Al llegar después a Liria, se le encarceló con otros compañeros, haciéndoles responsables de la muerte de los nacionales que de la misma en diferentes acciones perecieron durante la lucha; habiendo estado detenido cuatro años y medio (tres de los cuales con grillos), hasta que obtuvo su libertad y, negándose a aceptar el convenio de Vergara, pasó a reunirse con su padre y hermano a Francia.

### Segunda guerra carlista
Habiendo regresado a España en 1848, bajo las órdenes de Cabrera, después de haber pasado el Ebro con el general Forcadell, este le destinó a mandar en jefe todas las fuerzas que operaran en el distrito militar del Turia. Durante esta corta campaña invadió la ciudad de Segorbe el 29 de septiembre del mismo año, a la una de la tarde, en donde se apoderó de los uniformes do los guardias civiles, recibió una leve herida y batió al enemigo en los pueblos de Losa del Obispo y Campalbo.
Reincorporándose de nuevo en Cataluña al general Cabrera, habiéndolo este entregado el mando y dirección de una columna de ataque, batió al enemigo en el pueblo de las Planas, lo que le valió de parte de dicho general a su regreso a Amer los mayores elogios en presencia de todo su estado mayos y personas más notables de dicho pueblo. Luego, como todos los demás, se refugió en Francia con la cruz de San Fernando de segunda clase y el empleo de teniente coronel mayor de infantería, en cuyo país contrajo matrimonio y permaneció emigrado veinticuatro años, fiel a sus ideas legitimistas. Según la Enciclopedia Espasa, residió en Lyon.
De acuerdo con El Pensamiento Español, en las campañas Santés fue muy apreciado por sus jefes, en particular por Cabrera, Forcadell, Llagostera, Tallada, Perciba, Gonfaus. Su padre octogenario, y comandante de infantería de la primera guerra y de la de 1848, residía en Liria, muy considerado, querido y respetado por los hombres de todos los partidos.
En 1860 José Santés estuvo implicado en el desembarco carlista de San Carlos de la Rápita.

### Tercera guerra carlista
En abril de 1873 pasó a reunirse con Alfonso de Borbón y de Austria, hermano del pretendiente Carlos VII, y sirvió al principio a las órdenes de Savalls.
Nombrado segundo comandante de la provincia de Valencia, reunió en poco tiempo mil hombres perfectamente armados y pertrechados, que aumentaron hasta el doble en breves días. A mediados de septiembre de 1873 se apoderó de Cuenca, por lo que se le ascendió a brigadier, y después recorrió rápidamente casi toda la provincia, operando numerosas sorpresas y recogiendo cuantioso botín. A fines de diciembre sostuvo un reñido combate en Bocairente con el general Weyler, viéndose, por fin, obligado a retirarse.

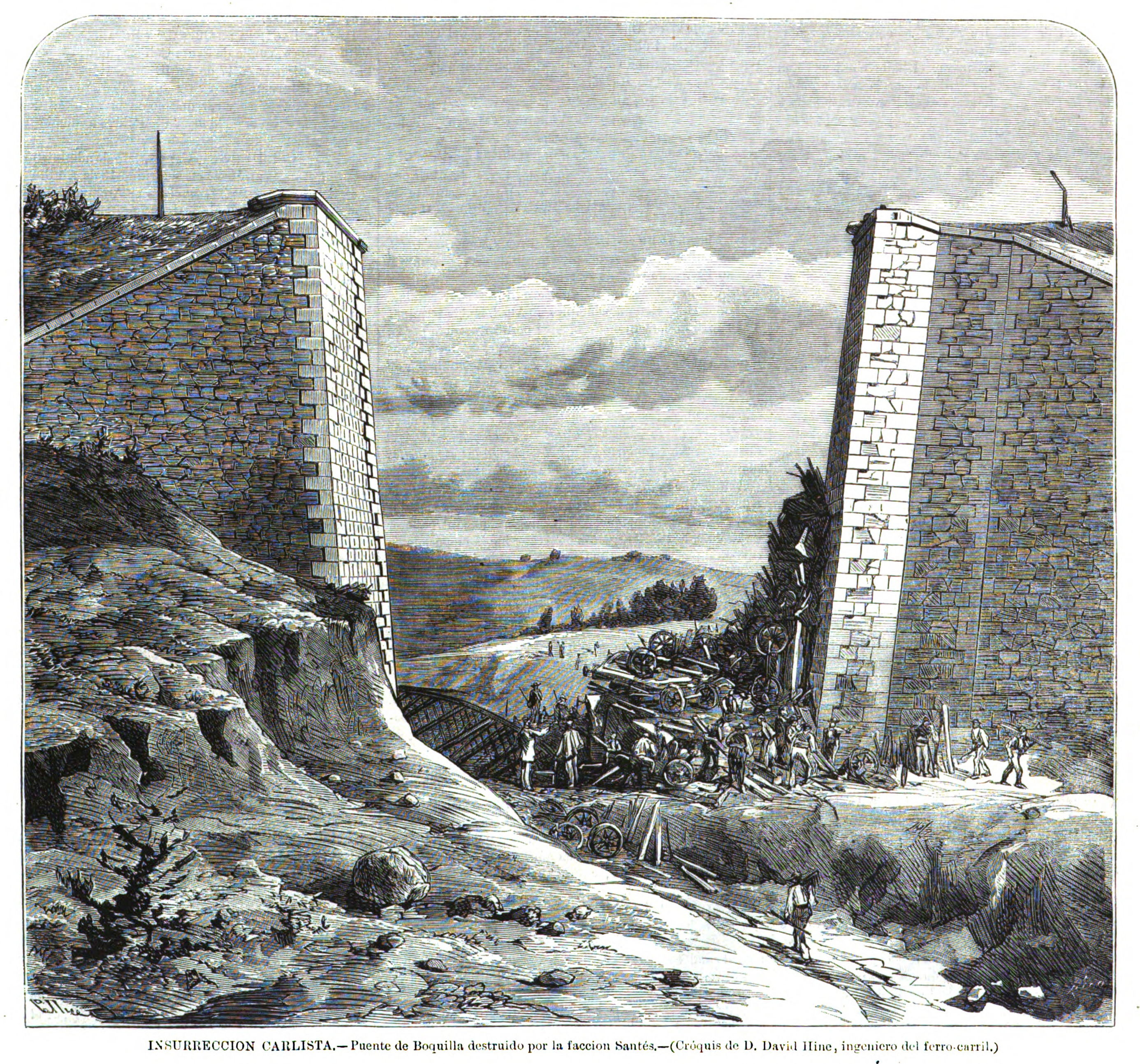
Puente de Boquilla, de la línea ferroviaria entre Almansa y Valencia, destruido por la facción Santés (La Ilustración Española y Americana, 22 de enero de 1874)

Santés mandó el regimiento de Caballería del Cid, fue jefe de la brigada de Chiva y tuvo interinamente la Comandancia General de Valencia en 1873. El 10 de enero de 1874 ocupó Albacete. Posteriormente, Santés llegó a amenazar Madrid. Regresó de nuevo a la zona del Levante, donde los carlistas acababan de tomar Vinaroz. Junto con el general Palacios, operaba con algunos batallones y más de 300 caballos y el 20 de marzo ambos ocuparon Almansa. A pesar de la fama de sus acciones, algunos carlistas acusaron a Santés de malversación de fondos y de eludir los combates, por lo que acabó siendo destituido y arrestado por el general Palacios, quien lo envió prisionero a Cantavieja. Fue relevado de la Comandancia General de la provincia de Valencia por el coronel carlista Manuel Monet y Martell. Este último sería fusilado por los carlistas un año después, al descubrirse sus tratos para pasarse a los alfonsinos.
Según la Enciclopedia Espasa, tras la guerra, Santés pasó de nuevo a Francia, donde, para ganar el sustento, tuvo que dedicarse a la venta ambulante. El historiador carlista Melchor Ferrer también afirma que falleció en la emigración.